# 갈랑
갈랑(포르투갈어: galão)은 포르투갈의 커피 음료이다. 진한 커피와 우유를 1:3 비율로 섞어서 만든다. 작은 데미타스에 내는 가로투와 달리 긴 유리잔에 낸다.

## 이름
포르투갈어 "갈랑(galão)"은 단위 "갤런(gallon)"과 동원어이다.

## 같이 보기
- 카페 라테
- 카페 오 레